# Patrick Kypson
Patrick Kypson (Raleigh, 28 ottobre 1999) è un tennista statunitense.
Attivo in prevalenza nei circuiti minori, ha vinto alcuni titoli Challenger in singolare e ha raggiunto il 133º posto nel ranking nell'aprile 2024, mentre non ha conseguito importanti successi in doppio e non è andato oltre il 577° posto del maggio 2019.

## Carriera
Gioca nell'ITF Junior Circuit tra il 2012 e il 2017 e vince solo tornei minori, uno in singolare e due in doppio. Tra gli juniores viene eliminato nei quarti di finale agli US Open 2016, perde poi la semifinale al torneo di Wimbledon 2017 contro il vincitore del torneo Alejandro Davidovich Fokina e sale alla 18ª posizione mondiale, il suo miglior ranking di categoria. Nel 2018 gioca la sua unica stagione per la squadra di tennis della Texas A&M University, entra nella top 10 in singolare e viene inserito nella lista All-American. Abbandona a fine stagione per passare professionista nel 2019.
Fa le sue prime apparizioni nell'ITF Men's Circuit tra il 2015 e il 2017 e nel novembre 2016 alza il primo trofeo da professionista vincendo il torneo di doppio al torneo ITF Stati Uniti F36 in coppia con Félix Auger-Aliassime. Fa il suo esordio in una prova del Grande Slam grazie a una wild card per gli US Open 2017 ed esce al primo turno. Il primo titolo in singolare arriva nel novembre successivo all'ITF Stati Uniti F36 con la vittoria in finale su Sekou Bangoura. Tra il 2017 e il 2019 gioca per le prime volte nei tornei dell'ATP Challenger Tour, vince solo alcuni incontri nelle qualificazioni ed esce al primo turno nei tabelloni principali. Fa il suo esordio nel circuito maggiore in doppio agli US Open 2018 ed esce di nuovo al primo turno.
Dopo i primi tornei stagionali giocati nel gennaio 2019, resta inattivo fino a novembre, nel gennaio 2020 vince ad Ann Arbor il primo incontro in un tabellone Challenger ed esce di scena al terzo turno. A marzo vince un titolo dopo quasi tre anni nel torneo ITF di singolare dell'Antalya M15. Anche nella parte finale del 2020 e nel 2021 non compie progressi significativi, vince un solo torneo ITF M15 e nel novembre 2021 deve sottoporsi a un intervento chirurgico al gomito destro, che lo terrà fermo fino al giugno 2022. Nel corso della nuova stagione non raccoglie risultati di rilievo.
Nella prima parte del 2023 disputa due semifinali Challenger, si porta a ridosso della top 300 nel ranking, gli viene affidata una wild card per il Roland Garros e viene eliminato al primo turno. A luglio vince il primo torneo Challenger in carriera all'Open Rionegro battendo in finale Benjamin Lock per 6-3, 6-3 ed entra nella top 300. Continua a raccogliere buoni risultati, all'ultimo impegno stagionale vince lo Champaign-Urbana Challenger superando per 6-4, 6-3 in finale il nº 99 mondiale Alex Michelsen, risultato con cui chiude il 2023 con il nuovo miglior ranking alla 191ª posizione.
Entra con una wild card nel tabellone degli Australian Open 2024 e perde al primo turno. Con un'altra wild card, nel 2024 debutta nel circuito ATP a Delray Beach, dopo essere stato diverse volte eliminato nelle qualificazioni, raggiunge i quarti di finale battendo il nº 40 del mondo Kecmanović e Lestienne prima di cedere in due set a Giron, risultato con cui ad aprile sale al 133° posto mondiale. Nel prosieguo della stagione non va oltre i quarti di finale raggiunti in alcuni tornei Challenger e a fine anno esce dalla top 200.
Resta inattivo più di tre mesi dopo i negativi risultati di inizio gennaio 2025, Esce dalla top 400 e torna al successo a maggio conquistando il titolo al Challenger Open Bogotá battendo in finale Pedro Sakamoto. Si ripete due settimane più tardi con il successo in finale al Little Rock Challenger su Michael Zheng.

## Statistiche

### Singolare

#### Singolare

##### Vittorie (8)
| Legenda tornei minori |
| Challenger (5)        |
| Futures (3)           |

| N. | Data             | Torneo                                 | Superficie  | Avversario in finale | Punteggio     |
| 1. | novembre 2017    | Stati Uniti F36, Niceville             | Terra rossa | Sekou Bangoura       | 7–5, 5–7, 6–1 |
| 2. | marzo 2020       | Antalya M15, Adalia                    | Terra rossa | Peter Heller         | 6–4, 6–2      |
| 3. | luglio 2021      | Esch-sur-Alzette M15, Esch-sur-Alzette | Terra rossa | Nicholas David Ionel | 4–6, 6–3, 7–5 |
| 4. | 1º luglio 2023   | Open Rionegro, Rionegro                | Terra rossa | Benjamin Lock        | 6–3, 6–3      |
| 5. | 13 novembre 2023 | Champaign-Urbana Challenger, Champaign | Cemento     | Alex Michelsen       | 6–4, 6–3      |
| 6. | 4 febbraio 2024  | Cleveland Open, Cleveland              | Cemento     | Ethan Quinn          | 4–6, 6–3, 6-2 |
| 7. | 17 maggio 2025   | Open Bogotá, Bogotà                    | Terra rossa | Pedro Sakamoto       | 6-1, 6-3      |
| 8. | 1º giugno 2025   | Little Rock Challenger, Little Rock    | Cemento     | Michael Zheng        | 6-1, 1-6, 7-5 |

##### Finali perse (1)
| Legenda tornei minori |
| Challenger (0)        |
| Futures (1)           |

| N. | Data        | Torneo                   | Superficie | Avversario in finale | Punteggio   |
| 1. | giugno 2021 | Stati Uniti M25, Wichita | Cemento    | Govind Nanda         | 6(6)–7, 2–6 |

#### Doppio

##### Vittorie (1)
| Legenda tornei minori |
| Challenger (0)        |
| Futures (1)           |

| N. | Data          | Torneo                     | Superficie  | Compagno              | Avversari in finale      | Punteggio |
| 1. | novembre 2016 | Stati Uniti F36, Niceville | Terra rossa | Félix Auger-Aliassime | Patrick Daciek Dane Webb | 7–5, 6–1  |

##### Finali perse (2)
| Legenda tornei minori |
| Challenger (1)        |
| Futures (1)           |